# Ruth López
Ruth Eleonora López Alfaro (nascuda el 27 de setembre de 1977) és una advocada, notària, investigadora social, analista i defensora dels drets humans salvadorenca, reconeguda per la seva tasca en la lluita contra la corrupció i la promoció de la transparència a El Salvador. El desembre de 2024, va ser inclosa a la llista de la BBC de les 100 dones més inspiradores i influents del món.

## Primers anys i educació
Ruth Eleonora López va néixer a San Salvador el 27 de setembre de 1977. El seu pare era professor, cosa que va despertar el seu interès per l'ensenyament des de ben petit. A causa de la guerra civil salvadorenca, la seva família es va traslladar a Nicaragua, on va viure durant 11 anys, i més tard a Cuba, on va viure durant 16 anys. Allà va estudiar per advocada, graduant-se a la Universitat de l'Havana el 1999 amb honors com a millor estudiant estrangera i millor estudiant de la seva Facultat de Dret.
El 2008, va tornar a El Salvador, enfrontant-se als reptes d'adaptar-se a l'entorn acadèmic i laboral d'un país que encara s'enfronta a les conseqüències dels conflictes armats i les transicions polítiques. Es va convertir en una especialista en dret electoral, drets humans i dret mercantil.

## Carrera professional
López ha tingut papers clau en diverses institucions del sector públic, on ha treballat per promoure la justícia, la transparència i la rendició de comptes. La seva carrera abasta treballs en l'àmbit electoral i lideratge en la defensa dels drets humans, qüestionant i desafiant les estructures de poder.

### Inicis en el dret electoral i públic
Després del seu retorn a El Salvador, López va iniciar una carrera a institucions públiques, treballant en àrees clau de l'àmbit jurídic i administratiu.
Al Tribunal Suprem Electoral, va treballar per enfortir els processos democràtics del 2008 al 2014.
A l'Instituto Salvadoreño del Seguro Social, va participar en processos de supervisió legal i administrativa del 2014 al 2019, defensant els drets laborals i de seguretat social, inclosa l'ampliació de la cobertura als salvadorencs residents a l'estranger i als treballadors independents.
Com a membre de la junta directiva de la Superintendencia de la Competència del 2014 al 2021, va impulsar pràctiques jurídiques centrades en la regulació del mercat. En una entrevista del desembre de 2024, va afirmar haver estat responsable de més de 8 milions de dòlars en multes a empreses per pràctiques anticompetitives en diversos sectors econòmics. Va formar part de la decisió que va obligar a la venda de les marques nacionals de cervesa Suprema i Regia Extra per evitar una limitació important de la competència provocada per la compra de les operacions de SABMiller a El Salvador per part d’AB InBev.

### Funcions docents
López també ha assumit funcions docents en institucions d'educació superior, centrant-se en la formació de noves generacions d'advocats amb una perspectiva crítica dels drets humans, l'estat de dret i la transparència del govern. També ha impartit classes de dret mercantil. És consultora i professora associada a la Universitat Centroamericana de San Salvador.

### Defensora de la transparència i dels drets humans
López és la directora jurídica de la unitat anticorrupció i justícia de  Cristosal, una organització regional compromesa amb la defensa dels drets humans.
A través de la seva participació en els mitjans de comunicació i a les xarxes socials, ha mantingut una postura crítica contra el poder. En una entrevista el març del 2024, va destacar que «des de la perspectiva del poder, és millor que la gent no sàpiga, perquè en la mesura que la gent no ho sap, exerceix menys els seus drets».
Ha qüestionat la capacitat d'institucions com el TSE per garantir processos democràtics com el vot a l'estranger. També ha criticat la manca de transparència en la gestió dels fons públics i la concentració del poder en les estructures de govern.

## Reconeixement
El desembre de 2024, la BBC va incloure López a la seva llista de les 100 dones més inspiradores i influents del món, destacant la seva tasca en la lluita contra la corrupció i la protecció dels drets electorals i humans a El Salvador.